# Ger-e Kūchak
Ger-e Kūchak (persiska: Gerd-e Kūchak, Gerd Kūchek, گرد كوچک, گر كوچک) är en ort i Iran.   Den ligger i provinsen Kohgiluyeh och Buyer Ahmad, i den centrala delen av landet, 500 km söder om huvudstaden Teheran. Ger-e Kūchak ligger 1 257 meter över havet och antalet invånare är 472.
Terrängen runt Ger-e Kūchak är bergig åt sydväst, men åt nordost är den kuperad. Runt Ger-e Kūchak är det ganska glesbefolkat, med 47 invånare per kvadratkilometer. Närmaste större samhälle är Gach Boland, 18,2 km söder om Ger-e Kūchak. Omgivningarna runt Ger-e Kūchak är i huvudsak ett öppet busklandskap.